# Martin Hangl
Martin Hangl (ur. 17 czerwca 1962 w Samnaun) – szwajcarski narciarz alpejski, mistrz świata.

## Kariera
Pierwsze punkty w zawodach w zawodach Pucharu Świata zdobył 17 marca 1982 roku w Bad Kleinkirchheim, zajmując dziewiąte miejsce w gigancie. Na podium zawodów tego cyklu po raz pierwszy stanął 19 grudnia 1983 roku w Madonna di Campiglio, gdzie rywalizację w supergigancie ukończył na drugiej pozycji. W zawodach tych rozdzielił swego rodaka Pirmina Zurbriggena i Austriaka Leonharda Stocka. Łącznie osiem razy stawał na podium zawodów PŚ, odnosząc przy tym trzy zwycięstwa: 24 marca 1988 roku w Saalbach-Hinterglemm i 8 stycznia 1989 roku w Laax był najlepszy w supergigantach, a 25 marca 1988 roku w Saalbach-Hinterglemm triumfował w gigancie. Najlepsze wyniki osiągnął w sezonie 1987/1988, kiedy to zajął trzynaste miejsce w klasyfikacji generalnej. Ponadto w sezonie 1988/1989 zajął czwarte miejsce w klasyfikacji supergiganta.
W 1989 roku wystąpił na mistrzostwach świata w Vail, gdzie zdobył złoty medal w supergigancie. Wyprzedził tam Pirmina Zurbriggena i Tomaža Čižmana z Jugosławii. Był to jego jedyny medal wywalczony na międzynarodowej imprezie tej rangi. Był też między innymi piąty w gigancie na tych samych mistrzostwach oraz siódmy w supergigancie podczas rozgrywanych dwa lata później mistrzostw świata w Saalbach. W 1988 roku wystartował w gigancie, supergigancie i kombinacji na igrzyskach olimpijskich w Calgary, jednak żadnej z tych konkurencji nie ukończył.
W 1991 roku zakończył karierę.
Jego brat Marco Hangl również uprawiał narciarstwo alpejskie.

## Osiągnięcia

### Igrzyska olimpijskie
| Miejsce | Dzień     | Rok  | Miejscowość | Konkurencja | Czas biegu | Strata | Zwycięzca      |
| ------- | --------- | ---- | ----------- | ----------- | ---------- | ------ | -------------- |
| DNF     | 17 lutego | 1988 | Calgary     | Kombinacja  | 36,55 pkt  | –      | Hubert Strolz  |
| DNF     | 21 lutego | 1988 | Calgary     | Supergigant | 1:39,66    | -      | Franck Piccard |
| DNF     | 25 lutego | 1988 | Calgary     | Gigant      | 2:06,37    | -      | Alberto Tomba  |

### Mistrzostwa świata
| Miejsce | Dzień       | Rok  | Miejscowość   | Konkurencja | Czas biegu | Strata | Zwycięzca          |
| ------- | ----------- | ---- | ------------- | ----------- | ---------- | ------ | ------------------ |
| DNF     | 5 lutego    | 1985 | Bormio        | Kombinacja  | 7,67 pkt   | –      | Pirmin Zurbriggen  |
| 14.     | 7 lutego    | 1985 | Bormio        | Gigant      | 2:28,90    | +3,21  | Markus Wasmeier    |
| 11.     | 10 lutego   | 1985 | Bormio        | Slalom      | 1:38,82    | +4,37  | Jonas Nilsson      |
| DNF     | 1 lutego    | 1987 | Crans-Montana | Kombinacja  | 28,27 pkt  | –      | Marc Girardelli    |
| DNF     | 2 lutego    | 1987 | Crans-Montana | Supergigant | 1:19,93    | –      | Pirmin Zurbriggen  |
| 1.      | 8 lutego    | 1989 | Vail          | Supergigant | 1:38,81    | -      | -                  |
| 5.      | 9 lutego    | 1989 | Vail          | Gigant      | 2:37,66    | +2,40  | Rudolf Nierlich    |
| 7.      | 23 stycznia | 1991 | Saalbach      | Supergigant | 1:26,73    | +2,69  | Stephan Eberharter |

### Puchar Świata

#### Miejsca w klasyfikacji generalnej
- sezon 1981/1982: 81.
- sezon 1982/1983: 94.
- sezon 1983/1984: 25.
- sezon 1984/1985: 15.
- sezon 1985/1986: 23.
- sezon 1986/1987: 32.
- sezon 1987/1988: 13.
- sezon 1988/1989: 15.
- sezon 1989/1990: 73.

#### Miejsca na podium w zawodach
1. Madonna di Campiglio – 19 grudnia 1983 (supergigant) – 2. miejsce
2. Puy-Saint-Vincent – 8 grudnia 1984 (gigant) – 2. miejsce
3. Madonna di Campiglio – 17 grudnia 1984 (supergigant) – 3. miejsce
4. Schladming – 8 stycznia 1985 (gigant) – 3. miejsce
5. Whistler – 16 marca 1986 (supergigant) – 2. miejsce
6. Saalbach-Hinterglemm – 24 marca 1988 (supergigant) – 1. miejsce
7. Saalbach-Hinterglemm – 25 marca 1988 (gigant) – 1. miejsce
8. Laax – 8 stycznia 1989 (supergigant) – 1. miejsce